# Panamagärdsmyg
Panamagärdsmyg (Cantorchilus elutus) är en fågel i familjen gärdsmygar inom ordningen tättingar.

## Utseende och läte
Panamagärdsmygen är en liten gärdsmyg med tydligt vitt ögonbrynsstreck, vitaktigt bröst, fylligt beigefärgade flanker och bjärt roströd stjärt med svarta tvärband. Sången är relativt kort med gladlynta fraser som upprepas några gånger i snabb följd.

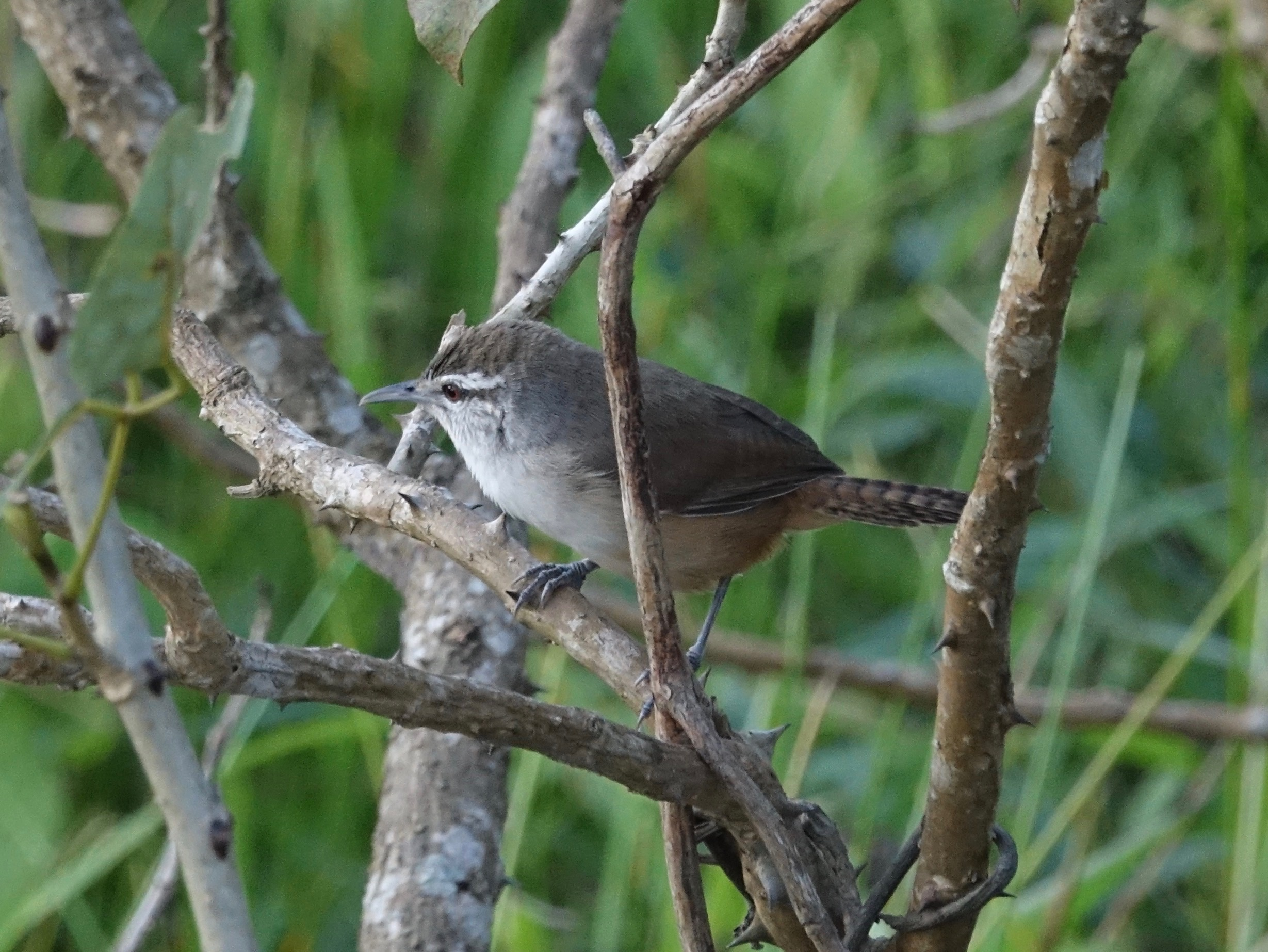

## Utbredning och systematik
Fågeln förekommer i sydvästra Costa Rica och Stillahavssluttningen i Panama österut till Panamaprovinsen samt sluttningen mot Karibien i centrala Panama. Tidigare behandlades den som underart till kanelgärdsmyg (C. modestus). 

### Släktestillhörighet
Tidigare placerades arten i Thryothorus, men DNA-studier visar att arterna i släktet inte är varandras närmaste släktingar, varför Thryothorus delats upp på flera mindre släkten, bland annat Cantorchilus.

## Levnadssätt
Panamagärdsmygen hittas i låglänta områden och förberg. Där håller den till i skogsbryn, igenväxande buskmarker och buskrika fält. Arten lever ett tillbakadraget liv och hörs oftare än ses.

## Status
IUCN erkänner den inte som art, varför dess hotstatus inte bedömts.